# Parque Caçula
Parque Caçula é um bairro do 6º distrito do município brasileiro de Magé, no estado do Rio de Janeiro. Fica localizado entre os bairros de Parada Angélica (em Duque de Caxias) e Jardim Nazareno. Se trata de um bairro pequeno pertencente ao sexto distrito de Magé, de Vila Inhomirim.
Possui um pequeno centro comercial, na Avenida Automóvel Club, principal via que corta o Bairro. Possui um posto de saúde familiar (PSF), também situado na Avenida Automóvel Club.